# Canton Cumanda
Canton Cumanda är en kanton i Ecuador.   Den ligger i provinsen Chimborazo, i den centrala delen av landet, 230 km söder om huvudstaden Quito.